# چیایی
چیایی (به لاتین: Chiayi) یک شهر در تایوان است که در استان تایوان تایپه واقع شده‌است.

## خصوصیات
چیایی ۶۰٫۰۲۵۶ کیلومترمربع مساحت و ۲۷۰٬۸۸۳ نفر جمعیت دارد و ۶۹ متر بالاتر از سطح دریا واقع شده‌است.

## خواهرخوانده
شهرهای جونو، آلاسکا، اورنج شرقی، نیوجرسی، جکسون، میسیسیپی، مورای، یوتا، بولاکان، مارتینزبرگ، ویرجینیای غربی، سیراکیوز، نیویورک، سینچو و Miaoli County خواهرخوانده‌های چیایای هستند.